# Galatasaray Istanbul/Saison 1966/67
Die Saison 1966/67 von Galatasaray Istanbul war die 59. Saison in der Vereinsgeschichte und die 9. Saison in der türkischen Liga, der 1. Lig. Der Klub beendete die Saison auf dem 3. Platz. In der Türkiye Kupası war nach dem Viertelfinale schluss und im Europapokal der Pokalsieger schieden sie in der 1. Runde aus.

## Personalien

### Kader
| Nat.                                           | Name                | Geburtsdatum  | im Verein seit | vorheriger Verein   |
| Torhüter                                       | Torhüter            | Torhüter      | Torhüter       | Torhüter            |
| ---------------------------------------------- | ------------------- | ------------- | -------------- | ------------------- |
| Turkei                                         | Yervant Balcı       | 1. Jan. 1944  | 1966           | n. a.               |
| Turkei                                         | Bülent Gürbüz       | 1. Jan. 1930  | 1960           | Kasımpaşa Istanbul  |
| Turkei                                         | Turgay Şeren        | 15. Mai 1932  | 1949           | eigene Jugend       |
| Abwehr                                         |                     |               |                |                     |
| Turkei                                         | Ergün Acuner        | 18. Juni 1941 | 1964           | Izmirspor           |
| Turkei                                         | Tuncer İnceler      | 1. Nov. 1942  | 1965           | Feriköy SK          |
| Turkei                                         | Doğan Sel           | 1. Dez. 1936  | 1963           | Fatih Karagümrük SK |
| Turkei                                         | Bekir Türkgeldi     | 1. Apr. 1935  | 1965           | Altay Izmir         |
| Mittelfeld                                     |                     |               |                |                     |
| Turkei                                         | Bahri Altıntabak    | 1. Jan. 1939  | 1960           | Göztepe Izmir       |
| Turkei                                         | Turan Doğangün      | 20. Aug. 1941 | 1964           | MKE Ankaragücü      |
| Turkei                                         | Ahmet Tuna Kozan    | 1. Jan. 1943  | 1964           | Karşıyaka SK        |
| Turkei                                         | Talat Özkarslı      | 21. Sep. 1940 | 1961           | Göztepe Izmir       |
| Turkei                                         | Mustafa Yürür       | 26. Juni 1938 | 1959           | Beykozspor          |
| Angriff                                        |                     |               |                |                     |
| Turkei                                         | Ayhan Elmastaşoğlu  | 23. Aug. 1941 | 1960           | Altay Izmir         |
| Turkei                                         | Yılmaz Gökdel       | 20. Feb. 1940 | 1963           | Beykozspor          |
| Turkei                                         | Ergin Gürses        | 24. Feb. 1942 | 1966           | n. a.               |
| Turkei                                         | Uğur Köken          | 28. Nov. 1937 | 1959           | eigene Jugend       |
| Turkei                                         | Tarık Kutver        | 1. Jan. 1940  | 1962           | Fatih Karagümrük SK |
| Jugoslawien Sozialistische Föderative Republik | Vladimir Nikolovski | 25. Juli 1938 | 1966           | n. a.               |
| Turkei                                         | Metin Oktay         | 2. Feb. 1936  | 1962           | Palermo             |

#### Transfers
| Zugänge                                                                      | Abgänge |
| ---------------------------------------------------------------------------- | --- |
| - Yervant Balcı (n. a.) - Ergin Gürses (n. a.) - Vladimir Nikolovski (n. a.) | - Erdal Akpınar (Sakaryaspor) - Mustafa Aksoy (Mersin İdman Yurdu) - Kadri Aytaç (Mersin İdman Yurdu) - Naci Erdem (Edirnespor) - Ertan Gürkan (Karriere beendet) - İsmet Yurtsü (Feriköy SK) |

## Saison
Alle Ergebnisse aus Sicht von Galatasaray Istanbul.
Die Tabelle listet alle 1.-Lig-Spiele des Vereins der Saison 1966/67 auf. Siege sind grün, Unentschieden gelb und Niederlagen rot markiert.

### 1. Lig
| ST | Datum              | Gegner                | Ort                             | Ergebnis  | Tor(e) für Galatasaray Istanbul                                            |
| -- | ------------------ | --------------------- | ------------------------------- | --------- | -------------------------------------------------------------------------- |
| 01 | 11. September 1966 | Hacettepe             | 19 Mayıs Stadı, Ankara          | 1:1 (1:1) | 1:1 Acuner (28.)                                                           |
| 02 | 18. September 1966 | Gençlerbirliği Ankara | Ali Sami Yen Stadyumu, Istanbul | 3:3 (1:0) | 1:0 Köken (1.), 2:1 Acuner (71.), 3:1 Gökdel (78.)                         |
| 03 | 25. September 1966 | Vefa Istanbul         | Ali Sami Yen Stadyumu, Istanbul | 3:2 (1:1) | 1:0 Oktay (19.), 2:1 Oktay (64.), 3:2 Elmastaşoğlu (77.)                   |
| 04 | 9. Oktober 1966    | Beşiktaş Istanbul     | Ali Sami Yen Stadyumu, Istanbul | 2:2 (2:0) | 1:0 Doğangün (20.), 2:0 Elmastaşoğlu (29.)                                 |
| 05 | 23. Oktober 1966   | Göztepe Izmir         | Alsancak Stadı, Izmir           | 1:2 (1:2) | 1:2 Gökdel (28.)                                                           |
| 06 | 30. Oktober 1966   | Altınordu Izmir       | Ali Sami Yen Stadyumu, Istanbul | 3:1 (1:1) | 1:1 Oktay (32.), 2:1 Elmastaşoğlu (64.), 3:2 Elmastaşoğlu (70.)            |
| 07 | 5. November 1966   | Izmirspor             | Ali Sami Yen Stadyumu, Istanbul | 1:1 (1:1) | 1:1 Gökdel (29.)                                                           |
| 08 | 13. November 1966  | Fenerbahçe Istanbul   | Ali Sami Yen Stadyumu, Istanbul | 2:0 (2:0) | 1:0 Kutver (12.), 2:0 Elmastaşoğlu (15. Elfmeter)                          |
| 09 | 20. November 1966  | Ankara Demirspor      | 19 Mayıs Stadı, Ankara          | 1:1 (1:0) | 1:0 Gürses (33.)                                                           |
| 10 | 26. November 1966  | MKE Ankaragücü        | Mithatpaşa Stadı, Istanbul      | 2:1 (1:1) | 1:0 Gürses (16.), 2:1 Gökdel (50.)                                         |
| 11 | 11. Dezember 1966  | Istanbulspor          | Mithatpaşa Stadı, Istanbul      | 2:1 (0:0) | 1:1 Kutver (63.), 2:1 Kutver (80.)                                         |
| 12 | 25. Dezember 1966  | Eskişehirspor         | Atatürk Stadı, Eskişehir        | 2:2 (1:1) | 1:1 Acuner (21. Elfmeter), 2:1 Kutver (60.)                                |
| 13 | 31. Dezember 1966  | Karşıyaka SK          | Mithatpaşa Stadı, Istanbul      | 4:0 (1:0) | 1:0 Oktay (43.), 2:0 Kanra (61.), 3:0 Elmastaşoğlu (67.), 4:0 Kutver (89.) |
| 14 | 4. Januar 1967     | Feriköy SK            | Mithatpaşa Stadı, Istanbul      | 2:0 (1:0) | 1:0 Elmastaşoğlu (28.), 2:0 Türkgeldi (53.)                                |
| 15 | 8. Januar 1967     | Altay Izmir           | Alsancak Stadı, Izmir           | 0:2 (0:1) | keine                                                                      |
| 16 | 14. Januar 1967    | PTT                   | Mithatpaşa Stadı, Istanbul      | 2:1 (0:0) | 1:0 Elmastaşoğlu (69.), 2:0 Oktay (74. Elfmeter)                           |
| 17 | 5. Februar 1967    | PTT                   | 19 Mayıs Stadı, Ankara          | 0:0       | keine                                                                      |
| 18 | 12. Februar 1967   | Hacettepe             | Ali Sami Yen Stadyumu, Istanbul | 4:0 (2:0) | 1:0 Gökdel (17.), 2:0 Oktay (21.), 3:0 Elmastaşoğlu (64.), 4:0 Oktay (79.) |
| 19 | 19. Februar 1967   | Gençlerbirliği Ankara | 19 Mayıs Stadı, Ankara          | 1:1 (0:0) | 1:1 Elmastaşoğlu (74.)                                                     |
| 20 | 26. Februar 1967   | Vefa Istanbul         | Ali Sami Yen Stadyumu, Istanbul | 1:1 (1:0) | 1:0 Elmastaşoğlu (8.)                                                      |
| 21 | 5. März 1967       | Beşiktaş Istanbul     | Ali Sami Yen Stadyumu, Istanbul | 1:1 (0:1) | 1:1 Elmastaşoğlu (49.)                                                     |
| 22 | 11. März 1967      | Göztepe Izmir         | Ali Sami Yen Stadyumu, Istanbul | 0:0       | keine                                                                      |
| 23 | 19. März 1967      | Altınordu Izmir       | Alsancak Stadı, Izmir           | 1:1 (1:0) | 1:0 Elmastaşoğlu (42.)                                                     |
| 24 | 26. März 1967      | Izmirspor             | Alsancak Stadı, Izmir           | 0:0       | keine                                                                      |
| 25 | 2. April 1967      | Fenerbahçe Istanbul   | Ali Sami Yen Stadyumu, Istanbul | 1:3 (1:2) | 1:2 Acuner (26.)                                                           |
| 26 | 9. April 1967      | Ankara Demirspor      | Ali Sami Yen Stadyumu, Istanbul | 2:2 (1:1) | 1:0 Gürses (35.), 2:1 Köken (54.)                                          |
| 27 | 16. April 1967     | MKE Ankaragücü        | 19 Mayıs Stadı, Ankara          | 0:0       | keine                                                                      |
| 28 | 30. April 1967     | Istanbulspor          | Ali Sami Yen Stadyumu, Istanbul | 2:0 (1:0) | 1:0 Köken (40.), 2:0 Köken (78.)                                           |
| 29 | 6. Mai 1967        | Feriköy SK            | Ali Sami Yen Stadyumu, Istanbul | 4:0 (0:0) | 1:0 Oktay (50.), 2:0 Kutver (65.), 3:0 Oktay (74.), 4:0 Oktay (82.)        |
| 30 | 21. Mai 1967       | Eskişehirspor         | Ali Sami Yen Stadyumu, Istanbul | 2:2 (1:1) | 1:0 Kutver (10.), 2:1 Elmastaşoğlu (54.)                                   |
| 31 | 3. Juni 1967       | Altay Izmir           | Ali Sami Yen Stadyumu, Istanbul | 0:0       | keine                                                                      |
| 32 | 11. Juni 1967      | Karşıyaka SK          | Alsancak Stadı, Izmir           | 3:2 (2:1) | 1:2 Gürses (44.), 2:2 Oktay (82.), 3:0 Gürses (84.)                        |

### Türkiye Kupası
| Runde        | Datum          | Gegner      | Ort                             | Ergebnis  | Tor(e) für Galatasaray Istanbul |
| ------------ | -------------- | ----------- | ------------------------------- | --------- | ------------------------------- |
| VF-Hinspiel  | 27. April 1967 | Altay Izmir | Ali Sami Yen Stadyumu, Istanbul | 0:0       | keine                           |
| VF-Rückspiel | 14. Mai 1967   | Altay Izmir | Alsancak Stadı, Izmir           | 1:2 (0:1) | 1:1 Acuner (52.)                |

### Europapokal der Pokalsieger
| Runde        | Datum             | Gegner        | Ort                             | Ergebnis  | Tor(e) für Galatasaray Istanbul                            |
| ------------ | ----------------- | ------------- | ------------------------------- | --------- | ---------------------------------------------------------- |
| 1R-Hinspiel  | 24. August 1966   | SK Rapid Wien | Praterstadion, Wien             | 0:4 (0:3) | keine                                                      |
| 1R-Rückspiel | 7. September 1966 | SK Rapid Wien | Ali Sami Yen Stadyumu, Istanbul | 3:5 (2:3) | 1:0 Elmastaşoğlu (17.), 2:3 Acuner (43.), 3:5 Gökdel (88.) |

### TSYD Kupası
| Datum             | Gegner              | Ort                        | Ergebnis  | Tor(e) für Galatasaray Istanbul |
| ----------------- | ------------------- | -------------------------- | --------- | ------------------------------- |
| 23. November 1966 | Beşiktaş Istanbul   | Mithatpaşa Stadı, Istanbul | 1:0 (1:0) | 1:0 Gökdel (10.)                |
| 1. Dezember 1966  | Fenerbahçe Istanbul | Mithatpaşa Stadı, Istanbul | 1:0 (1:0) | 1:0 Gürses (30.)                |

## Statistiken

### Teamstatistik
| Wettbewerb                  | Punkte | daheim | daheim | daheim | daheim | daheim | auswärts | auswärts | auswärts | auswärts | auswärts | Gesamt | Gesamt | Gesamt | Gesamt | Gesamt | Tordifferenz |
| Wettbewerb                  | Punkte | Sp     | G      | U      | N      | TV     | Sp       | G        | U        | N        | TV       | Sp     | G      | U      | N      | TV     | Tordifferenz |
| --------------------------- | ------ | ------ | ------ | ------ | ------ | ------ | -------- | -------- | -------- | -------- | -------- | ------ | ------ | ------ | ------ | ------ | ------------ |
| 1. Lig                      | 41:23  | 16     | 8      | 7      | 1      | 34:18  | 16       | 4        | 10       | 2        | 19:15    | 32     | 12     | 17     | 3      | 53:33  | +20          |
| Türkiye Kupası              | –      | 1      | 0      | 1      | 0      | 0:0    | 1        | 0        | 0        | 1        | 1:2      | 2      | 0      | 1      | 1      | 1:2    | −1           |
| Europapokal der Pokalsieger | –      | 1      | 0      | 0      | 1      | 3:5    | 1        | 0        | 0        | 1        | 0:4      | 2      | 0      | 0      | 2      | 3:9    | −6           |
| Gesamt                      | 41:23  | 18     | 8      | 8      | 2      | 37:23  | 18       | 4        | 10       | 4        | 20:21    | 36     | 12     | 18     | 6      | 57:44  | +13          |

### Spielerstatistiken
| Spieler             | 1. Lig   | 1. Lig | 1. Lig      | 1. Lig     | Türkiye Kupası | Türkiye Kupası | Türkiye Kupası | Türkiye Kupası | Europapokal der Pokalsieger | Europapokal der Pokalsieger | Europapokal der Pokalsieger | Europapokal der Pokalsieger | TSYD Kupası | TSYD Kupası | TSYD Kupası | TSYD Kupası | Total    | Total | Total       | Total      |
| Spieler             | Einsätze | Tore   | Gelbe Karte | Rote Karte | Einsätze       | Tore           | Gelbe Karte    | Rote Karte     | Einsätze                    | Tore                        | Gelbe Karte                 | Rote Karte                  | Einsätze    | Tore        | Gelbe Karte | Rote Karte  | Einsätze | Tore  | Gelbe Karte | Rote Karte |
| ------------------- | -------- | ------ | ----------- | ---------- | -------------- | -------------- | -------------- | -------------- | --------------------------- | --------------------------- | --------------------------- | --------------------------- | ----------- | ----------- | ----------- | ----------- | -------- | ----- | ----------- | ---------- |
| Ergün Acuner        | 30       | 4      | 0           | 0          | 1              | 1              | 0              | 0              | 2                           | 1                           | 0                           | 0                           | 2           | 0           | 0           | 0           | 35       | 6     | 0           | 0          |
| Bahri Altıntabak    | 12       | 0      | 0           | 0          | 0              | 0              | 0              | 0              | 0                           | 0                           | 0                           | 0                           | 1           | 0           | 0           | 0           | 13       | 0     | 0           | 0          |
| Yervant Balcı       | 1        | 0      | 0           | 0          | 0              | 0              | 0              | 0              | 0                           | 0                           | 0                           | 0                           | 0           | 0           | 0           | 0           | 1        | 0     | 0           | 0          |
| Turan Doğangün      | 29       | 1      | 0           | 0          | 2              | 0              | 0              | 0              | 2                           | 0                           | 0                           | 0                           | 2           | 0           | 0           | 0           | 35       | 1     | 0           | 0          |
| Ayhan Elmastaşoğlu  | 28       | 14     | 0           | 0          | 2              | 0              | 0              | 0              | 2                           | 1                           | 0                           | 0                           | 1           | 0           | 0           | 0           | 33       | 15    | 0           | 0          |
| Yılmaz Gökdel       | 23       | 5      | 0           | 0          | 1              | 0              | 0              | 0              | 2                           | 1                           | 0                           | 0                           | 2           | 1           | 0           | 0           | 28       | 7     | 0           | 0          |
| Bülent Gürbüz       | 22       | 0      | 0           | 0          | 0              | 0              | 0              | 0              | 0                           | 0                           | 0                           | 0                           | 2           | 0           | 0           | 0           | 24       | 0     | 0           | 0          |
| Ergin Gürses        | 21       | 6      | 0           | 0          | 1              | 0              | 0              | 0              | 2                           | 0                           | 0                           | 0                           | 2           | 1           | 0           | 0           | 26       | 7     | 0           | 0          |
| Tuncer İnceler      | 15       | 0      | 0           | 0          | 2              | 0              | 0              | 0              | 2                           | 0                           | 0                           | 0                           | 2           | 0           | 0           | 0           | 21       | 0     | 0           | 0          |
| Uğur Köken          | 21       | 4      | 0           | 0          | 2              | 0              | 0              | 0              | 2                           | 0                           | 0                           | 0                           | 0           | 0           | 0           | 0           | 25       | 4     | 0           | 0          |
| Ahmet Tuna Kozan    | 11       | 0      | 0           | 0          | 0              | 0              | 0              | 0              | 0                           | 0                           | 0                           | 0                           | 0           | 0           | 0           | 0           | 11       | 0     | 0           | 0          |
| Tarık Kutver        | 16       | 7      | 0           | 0          | 2              | 0              | 0              | 0              | 0                           | 0                           | 0                           | 0                           | 2           | 0           | 0           | 0           | 20       | 7     | 0           | 0          |
| Vladimir Nikolovski | 3        | 0      | 0           | 0          | 0              | 0              | 0              | 0              | 0                           | 0                           | 0                           | 0                           | 1           | 0           | 0           | 0           | 4        | 0     | 0           | 0          |
| Metin Oktay         | 17       | 10     | 0           | 0          | 1              | 0              | 0              | 0              | 0                           | 0                           | 0                           | 0                           | 0           | 0           | 0           | 0           | 18       | 10    | 0           | 0          |
| Talat Özkarslı      | 27       | 0      | 0           | 0          | 4              | 0              | 0              | 0              | 0                           | 0                           | 0                           | 0                           | 2           | 0           | 0           | 0           | 33       | 0     | 0           | 0          |
| Doğan Sel           | 8        | 0      | 0           | 0          | 0              | 0              | 0              | 0              | 0                           | 0                           | 0                           | 0                           | 2           | 0           | 0           | 0           | 10       | 0     | 0           | 0          |
| Turgay Şeren        | 10       | 0      | 0           | 0          | 2              | 0              | 0              | 0              | 2                           | 0                           | 0                           | 0                           | 0           | 0           | 0           | 0           | 14       | 0     | 0           | 0          |
| Bekir Türkgeldi     | 27       | 1      | 0           | 0          | 2              | 0              | 0              | 0              | 2                           | 0                           | 0                           | 0                           | 1           | 0           | 0           | 0           | 32       | 1     | 0           | 0          |
| Mustafa Yürür       | 32       | 0      | 0           | 0          | 2              | 0              | 0              | 0              | 2                           | 0                           | 0                           | 0                           | 2           | 0           | 0           | 0           | 38       | 0     | 0           | 0          |